# Deering (New Hampshire)
Deering – miasto w Stanach Zjednoczonych, w stanie New Hampshire, w hrabstwie Hillsborough.